# Léo Ferré
Léo Ferré (Mònaco, 24 d'agost de 1916 - Castellina in Chianti, Toscana, 14 de juliol de 1993) fou un compositor, cantant, poeta, novel·lista i director d'orquestra francès. Natural de Mònaco, va estar vinculat amb el moviment anarquista i va treballar a Radio Libertaire. Juntament amb Jacques Brel i Georges Brassens, fou un dels grans compositors de la chanson.
Léo Ferré té una amplia producció de cançons que han esdevingut emblemàtiques com L'Affiche rouge, Avec le temps, Est-ce ainsi que les hommes vivent?, Les Copains de Neuille, Thank you Satan, o Je chante pour passer le temps a partir d'un poema de Louis Aragon i editada per primera vegada el 1961 dins l'àlbum Léo Ferré chante Aragon. Vol. 1. Va ser amb la canço Paris-canaille la que va llançar Léo Ferré a la fama. Una peça que ha estat versionada per múltiples intèrprets: Arja Saijonmaa, Bernard Constant, Catherne Sauvage, Charles Benvenuto, Colette Renard, Jacques Gautier, Isabel Aubret, Juliette Gréco, Michel Hermon, Yves Montand, Zizi Jeanmaire.
El 2011 Ester Formosa va interpretar cançons seves, traduïdes al català per Joan Casas, en l'àlbum Thank you Satan.

## Discografia
- La vie d'artiste